# Conus cresnensis
Conus cresnensis é uma espécie de gastrópode do gênero Conus, pertencente a família Conidae.